# نغوين دوك آنه كوك
نغوين دوك آنه كوك هو لاعب كرة قدم فيتنامي في مركز الهجوم، ولد في 19 يوليو 1992 في محافظة تهاي بنه في فيتنام. لعب مع Phu Dong Ninh Binh FC ‏.